# Australiens aboriginer
Australiens aboriginer, ofta bara kallade aboriginer, är ursprungsbefolkningen i Australiens fastlandsdel (Nya Holland) samt Tasmanien och några kringliggande småöar,  borträknat Torressundöarna, inom Samväldet Australien, det vill säga människor som härstammar från de folk som bodde där före den europeiska koloniseringen.
Ordet aborigin är ursprungligen en allmän benämning på en person från en ursprungsbefolkning. Ordet kommer från latinets ab origine som betyder från början eller av ursprung. Bruket att använda ordet ”aboriginer” enbart om urinvånare i Samväldet Australien är vanligt på svenska men oegentligt.
Australiens aboriginer och torressundöborna utgör tillsammans Samväldet Australiens ursprungsbefolkning. Den engelska terminologin är att ”Aboriginal peoples” och ”Torres Strait Islanders” tillsammans utgör ”Aboriginal and Torres Strait Islander peoples” eller ”Indigenous” people. ”Aboriginal” och ”Indigenous” är inte synonyma, utan ”Indigenous” är ett mer omfattande begrepp inom Samväldet Australien. Ursprunget till denna sociala och politiska konvention är att ”Aboriginal” användes om fastlandets folkslag, som skiljer sig betydligt från torressundöborna; de senare kunde alltså inte inordnas under ”Aboriginal” som blir en etnonym eller demonym när det skrivs med stor bokstav på engelska. 

## Historia
De allra första australiska aboriginerna kom till Australien via Sydostasien. I Australien levde de ostört i minst 40 000 år, vissa fynd tyder på att de kan ha levt där i över 70 000 år.
Som så kallade jägare och samlare var de inte bofasta. Tillgången på bytesdjur, växter och nötter växlade med årstiderna och så gjorde deras boplatser. Arbetsfördelningen var ofta sådan att kvinnorna samlade råvaror till mat, kläder och verktyg samt beredde mat och tillverkade kläder medan männen jagade med bland annat spjut, spjutslungare, klubbor, bumeranger och nät. Maten och övriga tillgångar delades sedan av alla medlemmar i klanen, där en klan bestod av ett brödrapar med fruar och barn. Flera klaner bildade en stam och i nödtider såg stammens äldre, det vill säga de som styrde, till att tillgångarna fördelades mellan stammens invånare i stället för enbart inom klanerna. Australiens aboriginer föreställde sig att varje stam var släkt med ett särskilt djur eller en särskild växt. En stam kallade sig därför för kängurumän, en annan för emumän och så vidare. De dyrkade dessa djur och gjorde då rituella danser för att djuren skulle föröka sig och villigt låta sig fångas.
Den sista gruppen som levt ursprunglig livsstil utan tidigare kontakt med civilisationen var de så kallade Pintupi Nine som upptäcktes 1984.

### Förändring
I slutet av 1700-talet, närmare bestämt efter James Cooks ankomst till Australien 1770, började kontinenten koloniseras av britter. Vissa hade blivit ditförda som straffångar medan andra bland annat var soldater, fria bosättare, administratörer. Då fanns det omkring 750 000 australiska aboriginer. Många av dem dog, främst av sjukdomar som britterna förde med sig och som de australiska aboriginerna inte var immuna mot, men de blev också skjutna eller förslavade. De betraktades som djur man kunde tämja och använda som arbetskraft. I Tasmanien utplånades alla helaboriginer. Dock finns det ättlingar till tasmanska aboriginer kvar. De kom så småningom att kallas australnegrer men är, trots sin mörka hudfärg, inte nära släkt med afrikanska folk. Övergrepp mot australiska aboriginer var vanligt förekommande fram till modern tid. Det var till exempel inte förrän 1963 som de fick rösträtt och räknades med i invånarantalet.

### Nutid
2018 fanns det omkring 606 200 australiska aboriginer, vilket endast är 2,7 % av Australiens alla medborgare. Av dessa bor cirka 60 % i storstäderna och dess närområden. Resterande 40 % bor i städernas utkanter och fattiga områden. Arbetslösheten är mycket hög, 30 procent av de australiska aboriginerna jämfört med 9 procent av övriga befolkningen är arbetslösa, främst på grund av bristande utbildning. De som har arbete kommer inte upp i samma lönenivåer som övriga befolkningen. Många är missbrukare av alkohol, sniffar bensin och/eller brukar andra droger. Sniffande av bensin har i vissa områden blivit ett så stort problem att australiska myndigheter i början på 2000-talet startat ett speciellt program för att stävja missbruket. Cirka 1,5 procent av de australiska aboriginerna (9264 personer) satt 2005 i fängelse, vilket nästan är en fördubbling jämfört med 2004 (5048 personer).
I praktiken diskrimineras Australiens aboriginer fortfarande. Ett exempel på hot mot deras rättigheter är partiet One Nation som anser att en del befattningar skall undanhållas de australiska aboriginerna och att de inte skall vara berättigade till en del bidrag de får i nuläget.

## Kultur
Från de australiska aboriginerna kommer bland annat musikinstrumentet didjeridu och jaktvapnet bumerang. Till jakt användes en bumerang, den använde de till att distrahera fåglar. När man kastar bumerangen tror fågeln att det är en rovfågel och flyger inte iväg, då kan man enkelt döda den med spjut t.ex. Vid olika ceremonier målade de sig med olika färger framställda av naturmaterial. En sorts runda och platta kakor kallade dampers tillhörde kosthållningen. Varje stam hade sitt eget språk.